# Prima di andare via (Riccardo Sinigallia)
Prima di andare via è un brano musicale del cantautore italiano Riccardo Sinigallia, pubblicato nel 2014.

## Il brano
Il brano è stato pubblicato come primo singolo discografico estratto dall'album Per tutti.
Autori di testo e delle musiche sono lo stesso Riccardo Sinigallia e Filippo Gatti.

## L'esclusione dal Festival di Sanremo 2014
Prima di andare via, insieme a Una rigenerazione, era uno dei due brani che Riccardo Sinigallia aveva presentato al Festival di Sanremo 2014, il cui regolamento prevedeva la presentazione di due brani; tra i due, Prima di andare via risulta il più votato e prosegue la gara. Il giorno seguente si è scoperto, tramite un video pubblicato sul web, che il cantante aveva già eseguito dal vivo un pezzo identico a Prima di andare via, violando così un articolo del regolamento e risultando di fatto edito. Sinigallia è stato escluso dalla competizione, accettata dal medesimo e dalla sua casa discografica, che hanno deciso di non presentare ricorso. All'artista è stato comunque concesso di poter esibirsi "fuori gara".

## Il video
Il videoclip del brano è stato diretto da Matteo Chiarello.

## Tracce
1. Prima di andare via – 3:51